# Przeprócha
Przeprócha, przepróch - sposób przenoszenia wzoru z kartonu (tzw. patronu) na płaszczyznę dekorowaną (ścianę, sufit), stosowany w technice fresku. 
Kontur wzoru na kartonie dziurkuje się za pomocą igły lub zębatego kółka. Następnie karton umieszcza się na ścianie i nanosi się na niego barwnik, który przedostaje się przez dziurki na ścianę. W efekcie zarys wzoru odbija się na ścianie w formie małych kropek. Innym sposobem odwzorowania szkicu na ścianie jest uderzanie w nakłuty papier np. pończochą wypełnioną sadzą.
Sposób stosowany często przez artystów ludowych przy zdobieniu wiejskich kościołów.